# Alaimus proximus
Alaimus proximus är en rundmaskart som beskrevs av Robert Folger Thorne 1039. Alaimus proximus ingår i släktet Alaimus och familjen Alaimidae. Inga underarter finns listade i Catalogue of Life.